# MCA公司
MCA公司（英語：MCA Inc.）公司名称最初为Music Corporation of America（直译：美国音乐公司）首字母缩写，是一家成立于1924年的美国媒体集团。该公司最初是一家以音乐界艺术家为客户的人才经纪机构，后来成为电影业的一支重要力量，并扩展到电视制作领域。MCA出版音乐、预约演出、经营MCA唱片音乐厂牌、代理电影、电视和广播明星并向三大电视网尤其是美国全国广播公司（NBC）出售电视节目。
MCA是维旺迪环球 (Vivendi Universal) 的法定前身，因而也是NBC环球 (NBC Universal) 的法定前身。它的另一个法定继承者是环球音乐集团控股公司 (Universal Music Group Holding Corp)，这是一家由环球音乐集团（已合并宝丽金）旗下的控股公司。